# Уранілкарбонат
Уранілкарбонат — неорганічна сполука з формулою UO2CO3. Ця речовина, яка в природних умовах зустрічається у вигляді мінералу резерфордину, складається з уранілу (UO22+) і карбонату (CO32-). Як і більшість солей уранілу, ця сполука є полімером, кожен центр урану(VI) зв'язаний з вісьмома атомами кисню. Продукти гідролізу резерфордину також містяться як у мінеральних, так і в органічних фракціях вугілля та його летючої золи та є основним компонентом урану у хвостових водах, що просочуються.

## Уранілкарбонати як клас речовин
Існує багато уранілкарбонатів, з яких резерфордин має найпростішу стехіометрію. Більшість уранілкарбонатів містить додаткові компоненти, включаючи воду та різноманітні аніони та катіони.
Загальний метод концентрування урану з розчину використовує розчини уранілкарбонатів, які пропускають через шар смоли, де комплексні іони переносяться в смолу шляхом іонного обміну з негативним іоном, таким як хлорид. Після накопичення уранового комплексу на смолі уран елюють розчином солі, а потім осаджують в іншому процесі.

## Уранілкарбонатні мінерали
Уранілкарбонати включають:
- Андерсоніт (гідратований уранілкарбонат натрію та кальцію)
- Астроціаніт-(Ce) (гідратований уранілкарбонат гідроксид міді, церію, неодиму, лантану, празеодиму, самарію, кальцію, ітрію)
- Бейліїт (гідратований уранілкарбонат магнію)
- Біжветит-(Y) (гідратований уранілкарбонат гідроксид ітрію та диспрозію)
- Фонтаніт (гідратований уранілкарбонат кальцію)
- Грімзеліт (гідратований уранілкарбонат калію та натрію)
- Жоліотит (гідратований уранілкарбонат)
- Лібігіт (гідратований уранілкарбонат кальцію)
- Маккельвіїт-(Y) (гідратований барій натрій кальцій уран ітрій карбонат)
- Метацелерит (гідратований уранілкарбонат кальцію)
- Рабітит (гідратований гідроксид уранілкарбонат кальцію та магнію)
- Рубоїт (гідроксид-оксид-уранілкарбонат міді)
- Резерфордин (уранілкарбонат)
- Шрекінгерит (гідратований уранілсульфат-карбонат-фторид натрію та кальцію)
- Шабаїт-(Nd) (гідратований уранілкарбонат гідроксид міді, церію, неодиму, лантану, празеодиму, самарію, кальцію, ітрію)
- Шарпіт (гідратований гідроксид уранілкарбонат кальцію)
- Свартцит (гідратований уранілкарбонат кальцію та магнію)
- Фогліт (гідратований уранілкарбонат кальцію і міді)
- Віартит (гідратований гідроксид уранілкарбонат кальцію)
- Віденманіт (уранілкарбонат свинцю)
- Целерит (гідратований уранілкарбонат кальцію)
- Цнукаліт (гідратований гідроксид уранілкарбонат кальцію та цинку)